# Chondrieae
Chondrieae, tribus crvenih algi, dio porodice Rhodomelaceae. Priznato je sedam rodova s 96 vrsta.

## Rodovi
1. Acanthophora J.V.Lamouroux
2. Benzaitenia Yendo
3. Chondria C.Agardh
4. Coeloclonium J.Agardh
5. Husseya J.Agardh
6. Neochondria S.Sutti, M.Tani, Y.Yamagishi, T.Abe & K.Kogame
7. Ululania K.E.Apt & K.E.Schlech